# Velencei-lagúna
A Velencei-lagúna (olaszul Laguna di Venezia, velencei nyelven Laguna de Venesia vagy Laguna veneta) egy lagúna az Adriai-tenger északi partja mentén, Veneto régióban.
A lagúna felülete mintegy 500 km², amelynek 8%-a a szigetek által elfoglalt földterület (Velence, valamint 62 kisebb sziget). Körülbelül 11%-a véglegesen víz alatti rész, vagy állandóan kotort csatorna, míg 80%-uk árapálysíkság, sós mocsarak vagy a víztől mesterségesen elhódított területek.
1987-től a Velencei-lagúna szerepel az UNESCO emberiség világörökségi listáján.

## Földrajz

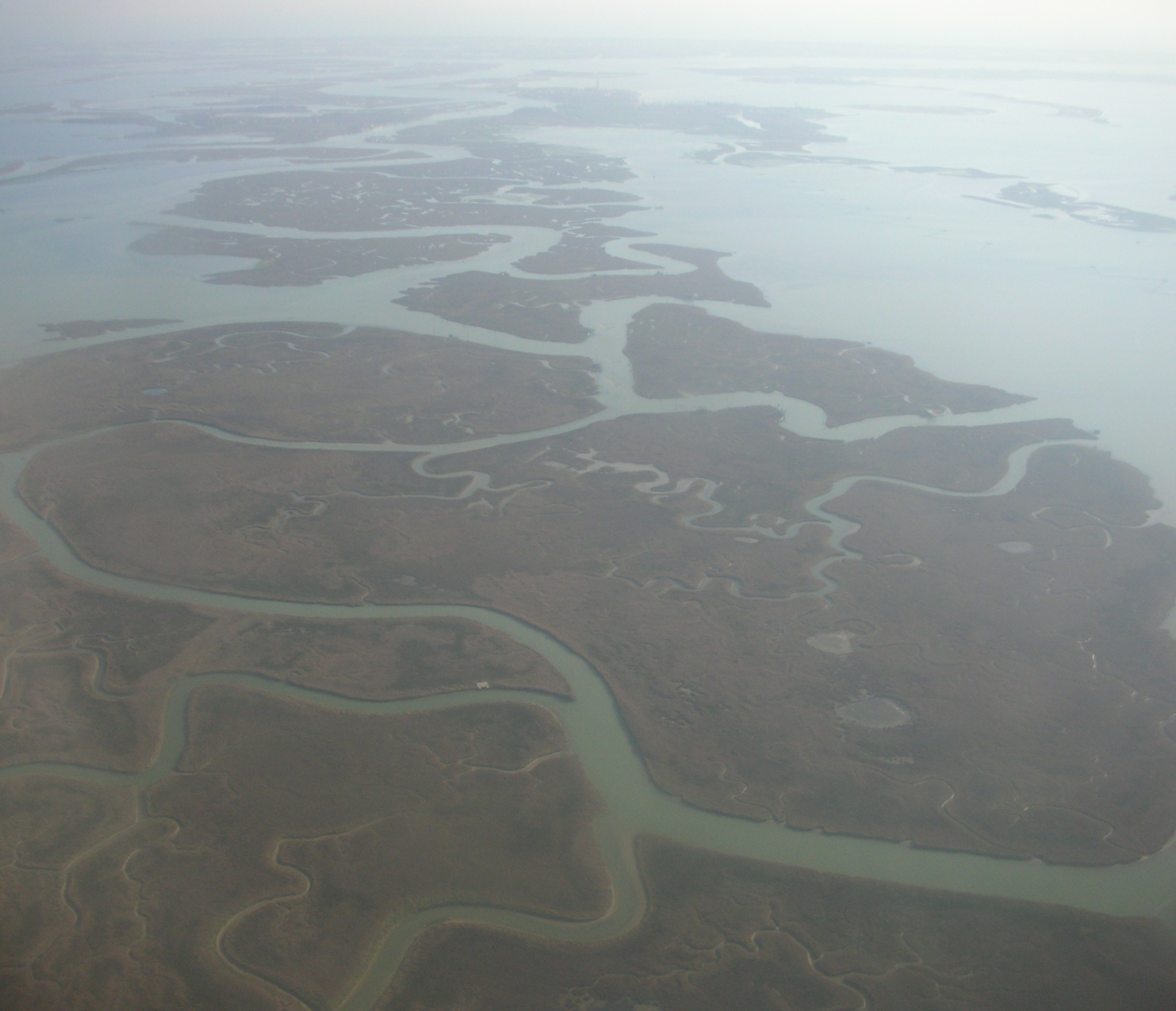
Légi felvétel

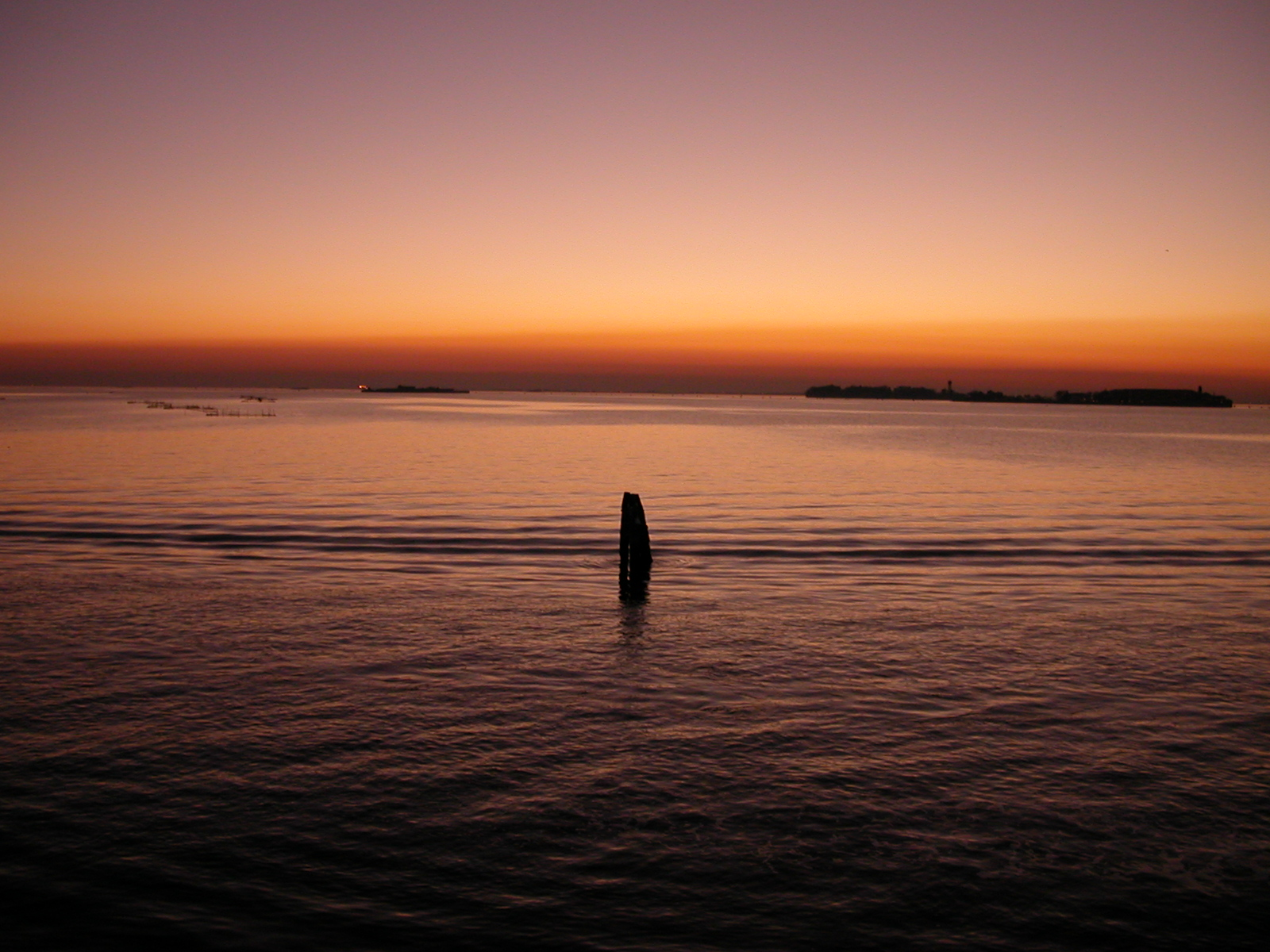
Naplemente a Velencei-lagúnán

Az Adriai-tengerhez a három alábbi kijárattal csatlakozik, sorrendben, északról:
1. Lido-San Nicolò,
2. Malamocco,
3. Chioggia.

Minthogy egy zárt tenger végén terül el, a lagúna az árapályjelenség miatt nagy vízszintingadozásoknak van kitéve. A legszembetűnőbb ilyen, főleg az őszi, és tavaszi időszakban fellépő ún. nagy víz, amely árvízzel borítja rendszeresen az alacsonyan fekvő szigeteket, vagy az alacsony víz, amikor néha járhatatlanok a kevésbé mély csatornák. Annak érdekében, hogy megkönnyítsék a navigációt, a hajózható csatornákat terelő cölöpsorral jelölik ki. A lagúna központi részén képződött a Brenta folyó partszakasza.
A tengerre való kijutást a jövőben a hatalmas Mózes projektnek kell szabályoznia.

### Humánföldrajz
A lagúna középső, északi területén fekszik Velence városa, 4 km-re a kontinenstől, illetve kettőre a nyílt tengertől. Ugyancsak itt csatlakozik közvetlenül a szárazfölddel, a Mestre-Marghera-Favaro-Veneto agglomerációban.
A déli végén fekszik Chioggia városa, míg a keleti végén a Cavallino-Treporti önkormányzatához tartozó kisvárosok végig a tengerparton helyezkednek el.
2008 márciusában Velence történelmi központjában 60 680 fő állandó lakos élt, míg a szigeteken, a torkolat környékén 30 568. Ezeket kiegészítve a Chioggia történelmi központjában (20 000) és a lagúna szigetein élőkkel összesen nagyjából 110 000 ember. Nem vehető figyelembe azonban az a 10 000 fő, amely Cavallino-Treporti önkormányzathoz tartozik, s jó részük az öbölben él.
A lagúna lakói legnagyobb részt a történelmi központokban Velencében és Chioggiában élnek. A legutóbbi népszámlálást az ISTAT, a lakott szigetek partjai mentén, a Lido (17 848), Murano (4968), Pellestrina (4471) Burano (3267), a Sant’Erasmo-sziget (771), Mazzorbo (364), a Vignole (69), Torcello (25), Mazzorbetto (10) és San Clemente (1) területén végezte. A San Giorgio Maggiore-sziget, San Lazzaro degli Armeni, San Michele-sziget, San Francesco del Deserto-sziget befogadó kolostorait 11, 22, 11, 9 állandó lakossal számolták össze.

### Közigazgatási beosztás
A Velencei-lagúna szinte teljesen Velence megye területén fekszik, felosztva elsősorban Velence, Cavallino-Treporti és Chioggia között. Egyéb települések: Jesolo, Quarto d'Altino, Mira, Campagna Lupia, San Donà di Piave, Musile di Piave, Codevigo (ez utóbbi Padova megyéhez tartozik).
A lagúna vizére joghatósággal rendelkeznek továbbá más állami szervek, mint például a velencei és chioggiai kikötői hatóságok.

## Történelem

### Őstörténet, a római kor előtt
A jégkorszakokban a régió által elfoglalt szárazföld nem zárja ki a létezését őskori falunak. Körülbelül 6000 évvel ezelőtt, a holocén korban fellépett vízbetörés folytán alakult ki a lagúna, de bizonyítható a vizsgálatok alapján, például core mintavétellel, hogy a terület hosszú ideig stabil, a tenger állandó változásaitól kísért tengerpart volt. Ezek a jelenségek hozzájárulhattak, hogy elrejtsék az emberi jelenlétet az őskorban, ezért nagyon ellentmondásosak a leírt feltételezések.
Az itteni szórványos leletek: tűzkövek, nyílhegyek voltak az i. e. 2. évezredből. Nagyon különböző a helyzet a hátországban, ahol viszont falvakat találtak. Tehát feltehetjük, hogy a lagúnát csak mint táplálékforrást látogatták, amely gyakorlatilag vadászat, horgászat, gyűjtögetés céljait szolgálta, de nem mint olyan helyet, amelyen véglegesen letelepedtek volna.
Miután i. e. 1000 körül az éghajlatban változás következett be, a hideg, esős időjárásnak rövid idő alatt sikerült több geológiailag stabil lagúnát létrehoznia, ahol a fokozódó emberi jelenlét lett jellemző. Ebben az időszakban elsőként Altino, Spina, Adria, Aquileia települtek be. Ezek a korai települések messze voltak attól, hogy nagy központok, kikötők legyenek, de a lagúnában talált leletek az etruszkok és a görögök intenzív kereskedelmét igazolják.

### A római időszak
A nagy kikötők jelenléte a hátországban még nem tisztázta következetesen, az emberi jelenlétet a római korban.
Számos utalás létezik, de nem oldódott meg sok kétely, nem nagyon alapos még a gyanú. Sztrabón beszél az éghajlatról (jó, még akkor is, ha nedves, labilis), valamint a cölöpökre épült falvakról, s a tengerhez kapcsolódó csatornákról; Vitruvius azt is hangsúlyozza, hogy egészséges a környezet; idősebb Plinius beszél arról, hogy keresztcsatornákat használnak, hogy megkönnyítsék a hajózást; Martialis is dicséri az Altino partját, összehasonlítva Baiae öblével, amely a legismertebb üdülőhelyek egyike volt.
A régészeti leletek pontosabb képet adnak. Gyakori, különösen a lagúna északi részén, hogy a régészeti leletek amforák, kerámiatöredékek stb. Fontos tény, hogy Torcello, Mazzorbo, az eltűnt Costanziaco, Ammiana, jelei a gyér, de stabil emberi jelenlétnek. Bizonyos, hogy hosszú ideig létezett Clodia kikötő je, a jelenlegi Chioggia. Malamoccón találták meg a maradványait egy falnak, amelynek anyaga visszanyúlik a római korba, majd néhány, a Torcello közelében fellelt maradvány bizonyítani látszik, hogy léteztek igazi, magánvillák. Egyéb anyagok is bizonyítják az ember jelenlétét: sóedények, szélmalmok, ami a meghódított területeken termesztett gabonára utal.
Nyüzsgő élet lehetett a lagúnában. A parton sorakozó kikötők kijelölték a kereskedelmi útvonalakat. Belsejében voltak nagy területek, amelyeket a vadászat, halászat számára hasznosítottak, a sós mocsarak lecsapolásával a lakosságot népszerű „turista helyek” vonzották. Nagyon valószínű, hogy abban az időben a lagúna már a jelenlegi négy medencéből állt, a jelenlegi vízválasztóknak megfelelően. Csak így magyarázható a padovai kikötő funkciója, Malamocco faluban, egy vízválasztó közepén.

### Aközépkorban

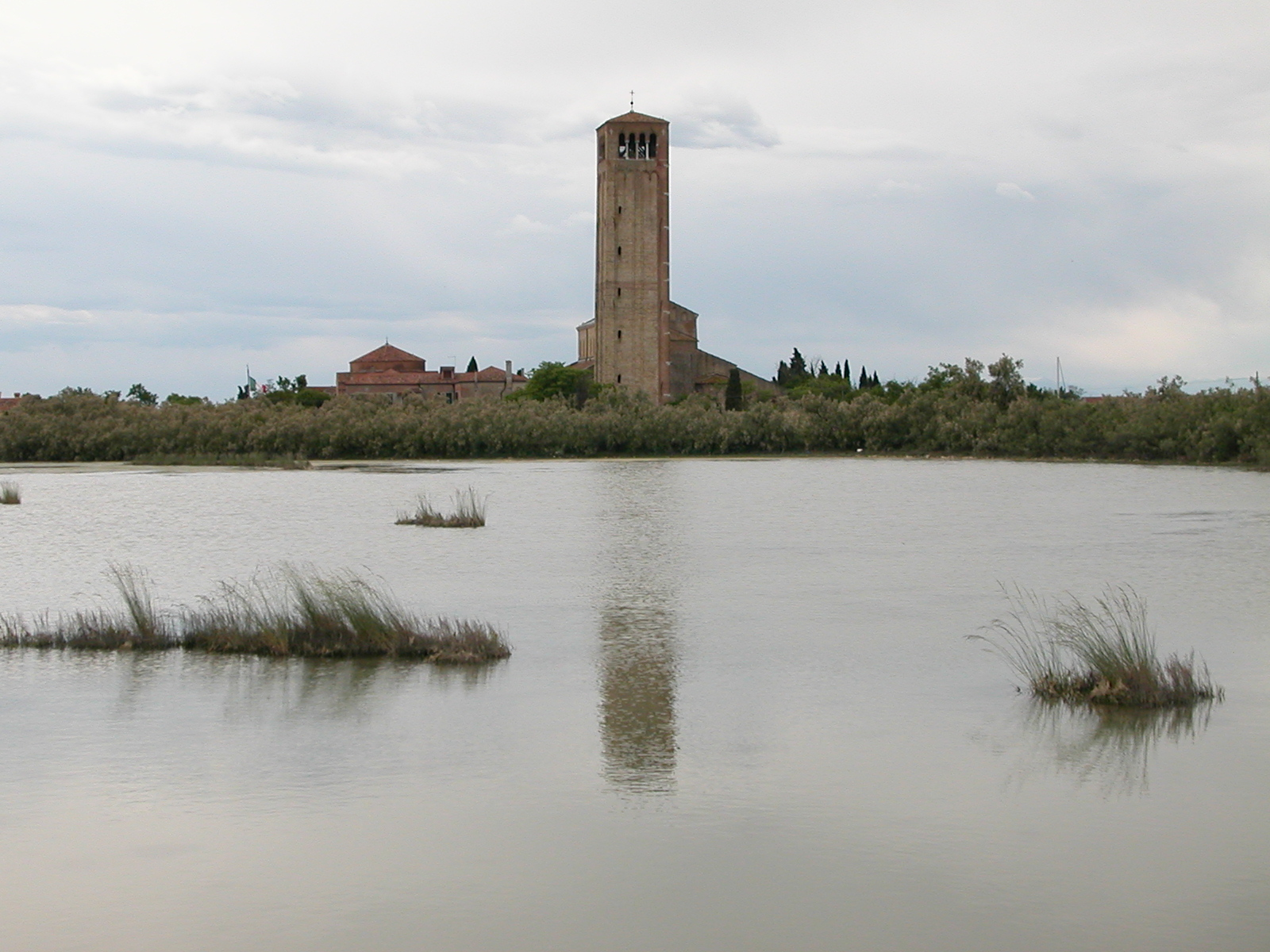
Torcello szigetéről a lagúna látképe

A lakosság több, sűrűbb, stabilabb volt az 5-6. században, amikor a lagúna mintegy menedékül szolgált a barbár betörések elől menekülő rómaiaknak. A válság, illetve az ennek következtében fellépő hanyatlás Rómában az infrastruktúra illetve a közlekedési útvonalak leromlása a lagúna elszigetelődését eredményezte.
Ehhez hozzájárult az 589-es árvíz (az ún. Rotta della Cucca), amely megváltoztatta a lagúna legnagyobb mellékfolyói, mint például a Brenta és a Sile vízválasztóját, kombinálva a négy medencét alkotó egységes lagúnát. A menekültáradatot a longobárdok betörése (641) fokozta, s ebből a korszakból származik a nagyobb városok, mint például Torcello, Murano, Burano, Mazzorbo, Ammiana, Costanziaco alapítása. A Rivus altus valamint a többi sziget, amelyeken Velence alapult, az egész középkorban alapvető szerepet játszottak a történelemben, a többi település szerepét beárnyékolva.
A római időkben egész Észak-Itália neve Regio X Venetia et Histria volt, de ezen időszak elmúltával a neve Velence maritima lett, csak a tengerparti sávot jelentette Velence és Grado között. A következő időszak ban Justinianus uralkodása alatt, a régió fejlődése visszafogott volt, bár egy bizonyos autonómiát élvezett a Bizánci Birodalmon belül, s ez megmaradt akkor is, amikor Veneto többi része ki volt téve a longobárdok támadásainak.
A lagúna életéről tanúskodik Cassiodorusnak a Velencei marittima vezetőihez címzett levele. A jól ismert író a lagúna egy bizonyos pontján lakva, leírja a helyet, az embereket, akik függetlenül a szociális háttértől elsősorban hallal táplálkoztak; főbb tevékenységük a sótermelés, a kézműiparipar volt, amelynek termékeit, amit mint árucikket cserekereskedelemre gyártották; minden család tulajdonában volt egy hajó, amely úgy szolgálta az utazást, mint a lovak a szárazföldön; az építkezés pedig a nád közt fészket rakó tengeri madaraknak a víz felszínén kialakított lakhelyére emlékeztetett.

## A geológia

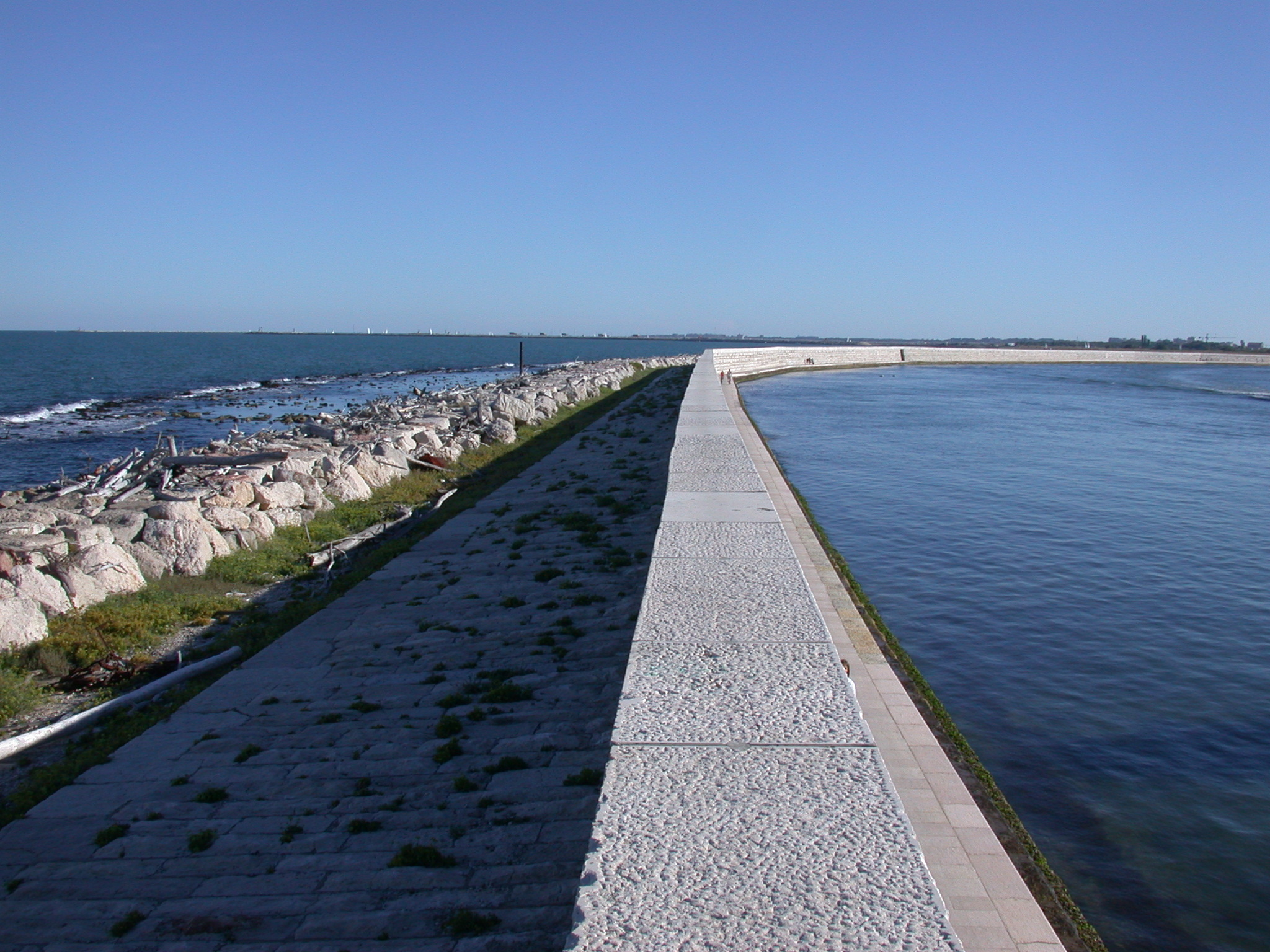
A Murazzi Pellestrina és Ca’ Roman között

Az emberi tevékenység alapvetően módosította a földtani megjelenést, a fennmaradó részt pedig a lagúna vízföldrajzi jellemzői, mivel az első települések óta: az évszázadok során, a torkolat, a kezdetben még számos kikötő, csökkentették a jelenlegi három, gyöngyhomokkal (strandok) borított partot, ami elválasztotta az öbölben a tenger felől megerősített öblöt, amely stabilizálódott a hatalmas „Murazzi” (a. m. kőhányás, hosszú gátak a tizennyolcadik századból, isztriai kőből, kihelyezett védelem a lagúna külső területeire) által, a Sile, Piave, Brenta folyók torkolata hordaléklerakását szabályozva. Ez gyakran veszélyezteti a régi egyensúlyt, ami sok városban, mint például Torcello, Costanziaco, Ammiana csökkent.
Még ma is a lagúna nyújt kiváló kiindulópontot a velencei kikötő (kereskedelmi, ipari), és chioggiai kikötő (vásárlás, halászat), valamint az Arsenal, a különböző tevékenységek, pl. a hajógyártás számara (Velence Marghera, Chioggia, Pellestrina), amellett, hogy a hajóépítés ma már inkább a kikapcsolódási célú termékek létrehozására irányul.
A lagúna alkalmas horgászat, a korlátozott vadászat, valamint az új ágazat, a haltenyésztés számára. A jellegzetes lagúnaház fa, nád felhasználásával, menedék a halászok számára, akik ezeken a területeken éltek.
Néhány kisebb sziget teljesen mesterséges, míg a legtöbb a Marghera kikötő körüli hatalmas rekultivációs tevékenység eredménye. Homokosak viszont a nagy szigetek tengerparti sávja (Lido, Pellestrina, Treporti). A többi sziget a gyakorlatilag többé-kevésbé stabil a barene, motte vagy velme hatásaitól.

## A Lagúna szigetei

### A nagyobb szigetek

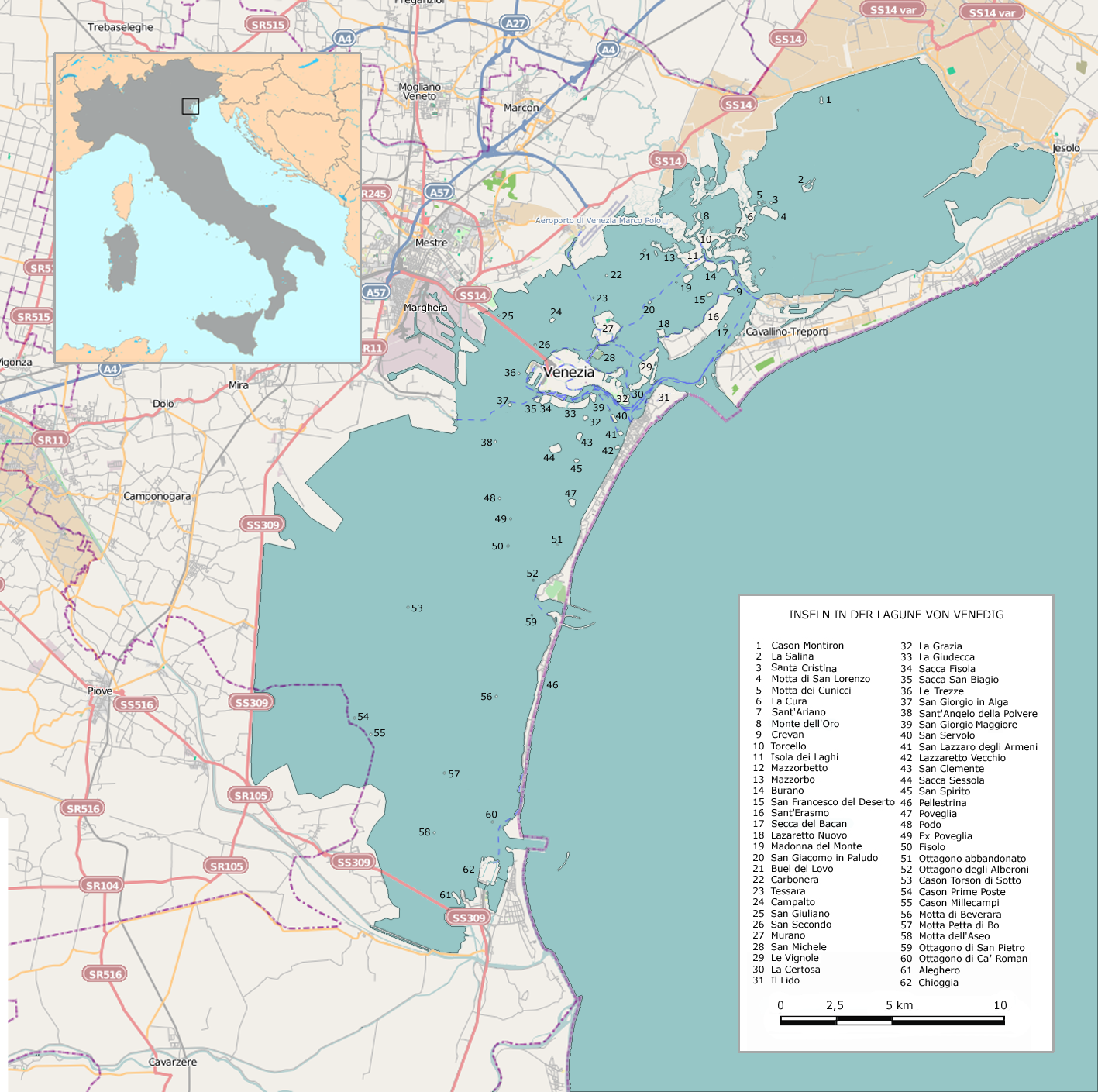
A Lagúna szigetei

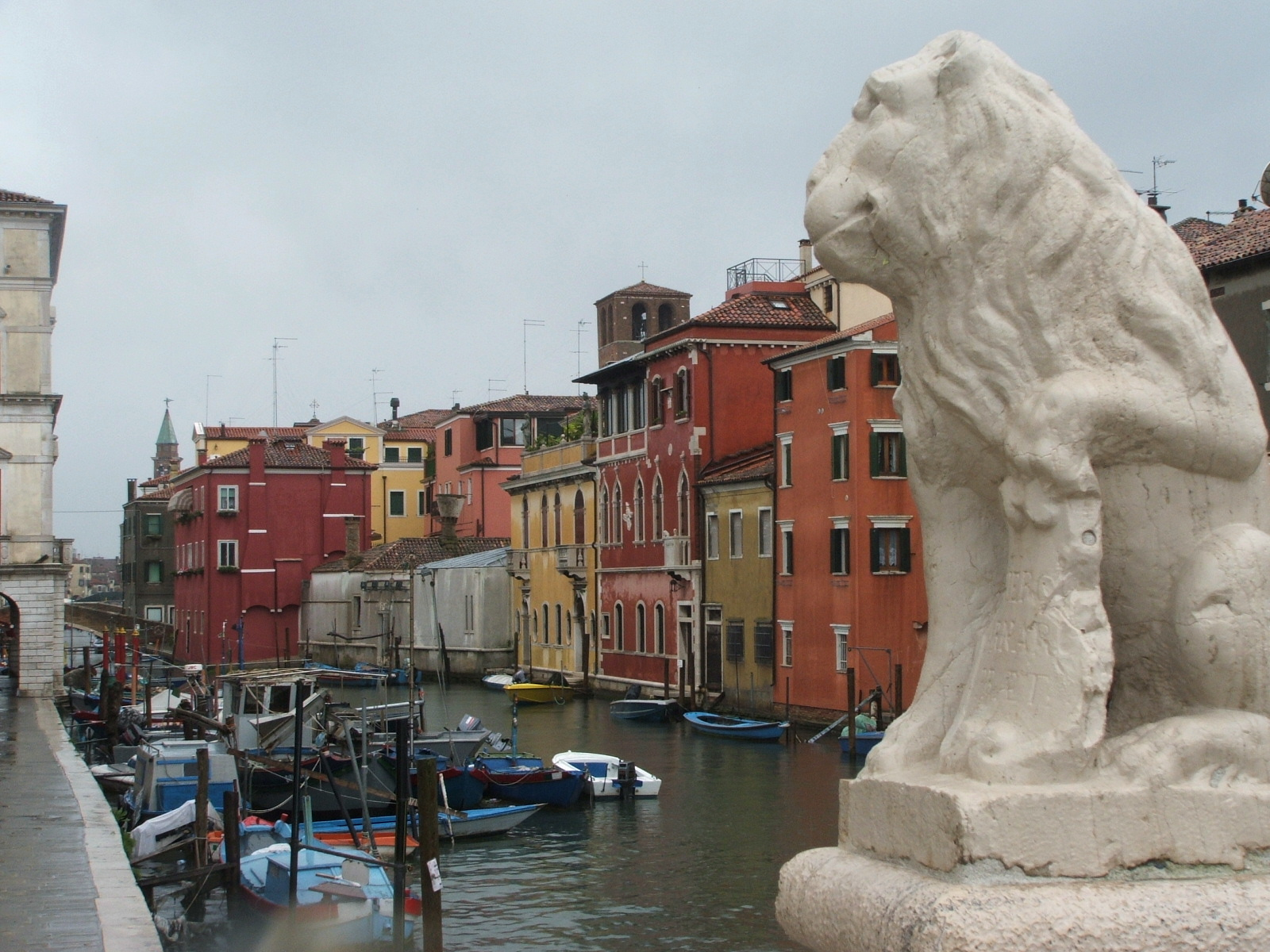
A négy oroszlánszobor díszítette Vigo híd, a háttérben a Vena-csatorna Chioggiában

| Sziget                | Felület (hektár) |
| --------------------- | ---------------- |
| Meghódított területek | 1154,52          |
| Velence               | 516,53           |
| Sant’Erasmo           | 325,73           |
| Murano                | 117,16           |
| Vignole               | 69,20            |
| Chioggia              | 66,53            |
| Giudecca              | 58,90            |
| Mazzorbo              | 51,79            |
| Torcello              | 44,17            |
| La Certosa            | 24,20            |
| Burano                | A 21.08          |

### A partok

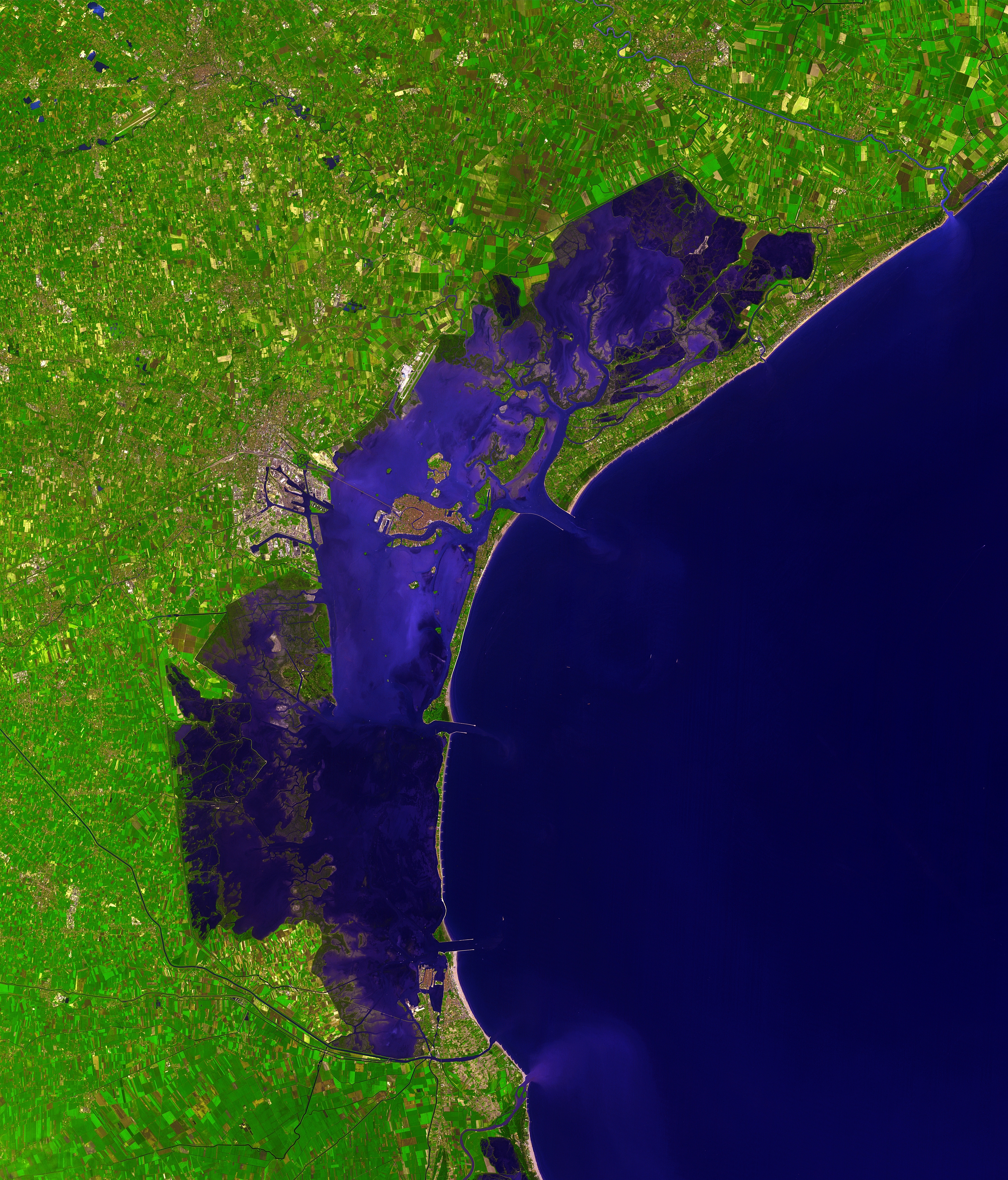
Műholdkép

| Partok               | Felület (hektár) |
| -------------------- | ---------------- |
| A Lido               | 400              |
| Pellestrina          | 200              |
| A víz alatti terület | 1000             |

### Az Északi Lagúna kisebb szigetei
| Sziget                    | Felület (hektár) |
| ------------------------- | ---------------- |
| San Michele-sziget        | 15,95            |
| Santa Cristina            | 13,62            |
| Lazzaretto Nuovo          | 8,72             |
| Isola dei Laghi           | 8,50             |
| La Cura                   | 8,13             |
| La Salina                 | 5,34             |
| San Francesco del Deserto | 3,68             |
| Sant'Ariano               | 2,57             |
| San Giacomo in Paludo     | 1,25             |
| San Secondo               | 1,21             |
| Motta di San Lorenzo      | 0,61             |
| Madonna del Monte         | 0,54             |
| Motta dei Cunici          | 0,53             |
| Crevan                    | 0,37             |
| Monte dell'Oro            | 0,13             |
| Sant'Andrea               |                  |
| Mazzorbetto               |                  |

### A Lagúna központi-déli részének kisebb szigetei
| Sziget                    | Felület (hektár) |
| ------------------------- | ---------------- |
| Tronchetto                | 18,43            |
| Sacca Fisola              | 18,07            |
| Sacca Sessola             | 15,64            |
| San Giorgio Maggiore      | 9,98             |
| Poveglia                  | 7,51             |
| San Clemente              | 6,74             |
| San Servolo               | 4,84             |
| Santa Maria della Grazia  | 3,81             |
| San Lazzaro degli Armeni  | 3,27             |
| Lazzaretto Vecchio        | 2,58             |
| Santo Spirito             | 2,38             |
| San Giorgio in Alga       | 1,51             |
| Sant'Angelo della Polvere | 0,52             |
| Spignon                   | 0,02             |
| Motte di Volpego          |                  |
| Sacca San Biagio          |                  |

### Megerősített szigetek
| Sziget               | Felület (hektár) | Helyszín      |
| -------------------- | ---------------- | ------------- |
| Campalto             | 2,92             | Északi-Lagúna |
| Buel del Lovo        | 0,65             | Északi-Lagúna |
| Tessera              | 0,63             | Északi-Lagúna |
| Carbonera            | 0,59             | Északi-Lagúna |
| Campana o Podo       | 0,59             | Déli-Lagúna   |
| Ex Poveglia          | 0,57             | Déli-Lagúna   |
| Trezze               | 0,52             | Déli-Lagúna   |
| Fisolo               | 0,48             | Déli-Lagúna   |
| Ottagono San Pietro  | 0,33             | Déli-Lagúna   |
| Ottagono Abbandonato | 0,30             | Déli-Lagúna   |
| Ottagono Poveglia    | 0,28             | Déli-Lagúna   |
| Ottagono Alberoni    | 0,25             | Dél-Lagúna    |
| Ottagono Ca' Roman   | 0,20             | Dél-Lagúna    |

### Eltűnt szigetek
- Ammiana
- Costanziaco
- San Marco in Boccalama
- Vigilia
- La Caderna

## Környezeti változások

### Erózió
A fokozatos erózió a lagúnában egy folyamat, amely magába foglalja a nagy felületű saras élőhelyek eltűnését a sós mocsarakkal együtt, valamint a szintváltozás általában csökkenti a tengerfenék morfológiai különbségeit. Ennek vannak belső, kapcsolódó folyamatos veszteségei az üledék szempontjából, és olyan külsők, mint a kikötő, de sokkal inkább a vízgyűjtő medence bemenete, a környezetszennyezés, a város, amelyek terhelik ezt az egyedülálló ökoszisztémát, amit az UNESCO a várossal együtt felvett az emberiség védendővilágörökségi listájára. Néhány tényező, amely súlyos eróziós folyamat a lagúnára nézve vagy a kiterjesztés, a bemeneti nyílás, a feltárás, a csatorna Malamocco-Marghera. A megnövekedett beáramló vízzel megnőtt a mennyisége annak az üledéknek is, amely a lagúnából a tengerbe áramlik.
Másrészt a Mózes projekt egyfajta gát emelésével (mobil úszó kapuk) a három tengeri kijárat előtt, abból a célból, hogy a nagy víz alatti extrém árvizeket mérsékelje, egy további környezeti kockázati tényező a lagúna számára, működési fázisában korlátozza az oxigéncserét a vízi szervezetekben, ami már így is nagyon mérsékelt.

### A szennyezés
Porto Marghera az elmúlt években, a nagy ipari területen (30 000 alkalmazott 1983-ban) a nehézipar megteremtése, mint a hajóépítés, a hőerőművek, a műtrágyagyártás, illetve petrolkémiai üzemek volt nagy szennyező hatású. Jelentős szennyező még a tengeri forgalom (kb. 400 hajó), a több mint tízmillió tonna kőolajtermék felhasználásával, ami 5,8 millió tonna nyersolajat jelent.
Sok éven át, a szigorú környezetvédelmi előírások előtt, az előzetes kezelés nélküli kipufogógázok mindig terhelték a lagúnát, mert a magas költségek hátráltatták a korszerű technológiák bevezetését.
1983-ban például, az egész lagúna mérsékelten szennyezett volt, viszont különösen magas volt a nehézfémek kritikus koncentrációja a higany, réz, kadmium, ólom, a nikkel kivételével, króm, kobalt tekintetében. A mutatók szerves szennyezést mutattak ki a kémiai oxigénigény mérésével, nagyot a délnyugati, szokatlanul alacsonyat a központi területen, míg nitrogén eloszlása egyenletes volt, a maximális szintje pedig a délnyugati és az északkeleti medencékben volt.

## Fordítás
Ez a szócikk részben vagy egészben  a   Laguna di Venezia című olasz Wikipédia-szócikk ezen változatának fordításán alapul.  Az eredeti cikk szerkesztőit annak laptörténete sorolja fel. Ez a jelzés csupán a megfogalmazás eredetét és a szerzői jogokat jelzi, nem szolgál a cikkben szereplő információk forrásmegjelöléseként.